# Fliegerkosmonaut der Sowjetunion

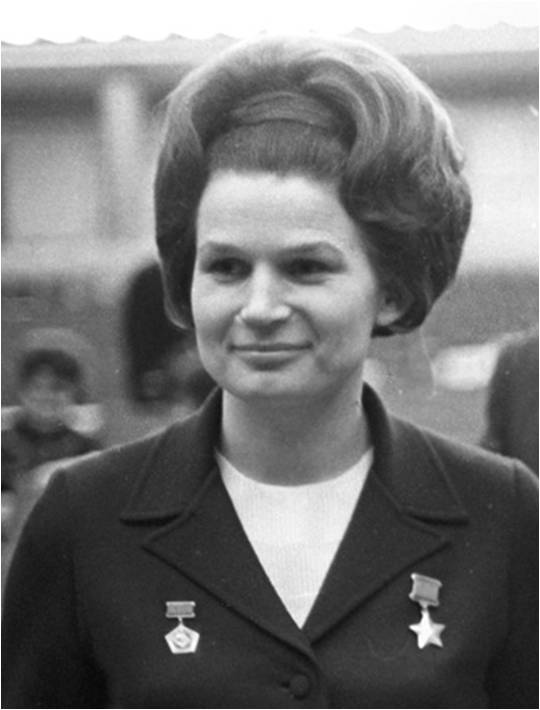
Die Kosmonautin Valentina Tereschkowa mit ihren Medaillen für die Ehrentitel Fliegerkosmonaut der UdSSR (links) und Held der Sowjetunion (rechts), 1969

Der Ehrentitel Fliegerkosmonaut der UdSSR (russisch Лётчик-космонавт СССР) war eine staatliche sowjetische Auszeichnung auf dem Gebiet der Raumfahrt. Sie wurde in Form eines Abzeichens am 14. April 1961 gestiftet. Den Ehrentitel verlieh das Präsidium des Obersten Sowjets der UdSSR  ausschließlich an Kosmonauten, die erfolgreich Raumflüge unternommen hatten. Bis 1991 wurde der Titel an 72 Kosmonauten verliehen. Danach wurde der Ehrentitel von der Auszeichnung Fliegerkosmonaut der Russischen Föderation abgelöst.

## Aussehen und Trageweise

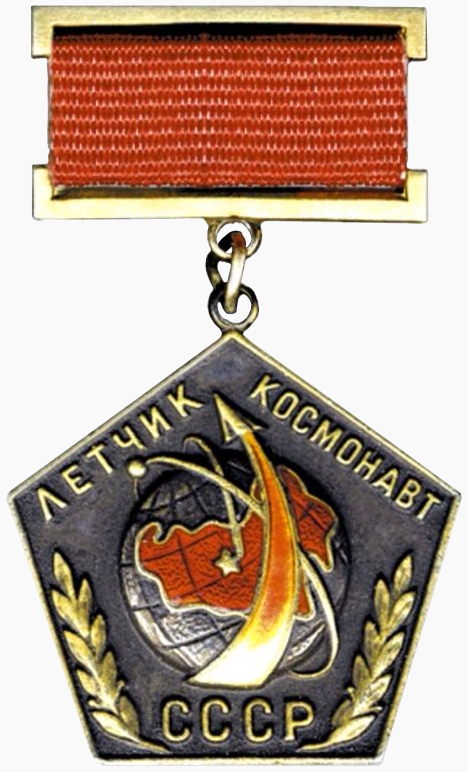
Abzeichen der sowjetischen Fliegerkosmonauten

Das aus Buntmetall vergoldete Abzeichen hat die Form eines Fünfecks und zeigt auf schwarzem Grund einen Globus mit dem Umriss der Sowjetunion, der rot emailliert ist. Um die Erde kreisen zwei goldene Satelliten sowie eine Trägerrakete mit langem goldenen Schweif. Umschlossen wird diese Symbolik an unteren Rand des Abzeichens durch zwei nach oben gerichtete Lorbeerzweige, die in ihrer Mitte das Landeskürzel CCCP (UdSSR)  zeigen sowie am oberen Rand durch die beiden Worte Летчик Космонавт (Fliegerkosmonaut). Getragen wurde das Abzeichen an der rechten Brustseite und oberhalb eventuell verliehener Orden an einer goldenen rechteckigen Spange mit rotem Band.

## Träger
1. Juri Gagarin (1961)
2. German Titow (1961)
3. Andrijan Nikolajew (1962)
4. Pawel Popowitsch (1962)
5. Waleri Bykowski (1963)
6. Walentina Tereschkowa (1963) (erste Frau)
7. Boris Jegorow (1964)
8. Wladimir Komarow (1964)
9. Konstantin Feoktistow (1964)
10. Pawel Beljajew (1965)
11. Alexei Leonow (1965)
12. Georgi Beregowoi (1968)
13. Boris Wolynow (1969)
14. Wiktor Gorbatko (1969)
15. Alexei Jelissejew (1969)
16. Wladislaw Wolkow (1969)
17. Waleri Kubassow (1969)
18. Anatoli Filiptschenko (1969)
19. Jewgeni Chrunow (1969)
20. Wladimir Schatalow (1969)
21. Georgi Schonin (1969)
22. Witali Sewastjanow (1970)
23. Nikolai Rukawischnikow (1971)
24. Georgi Dobrowolski (1971 posthum)
25. Wiktor Pazajew (1971 posthum)
26. Pjotr Klimuk (1973)
27. Wassili Lasarew (1973)
28. Walentin Lebedew (1973)
29. Oleg Makarow (1973)
30. Juri Artjuchin (1974)
31. Lew Djomin (1974)
32. Gennadi Sarafanow (1974)
33. Georgi Gretschko (1975)
34. Alexei Gubarew (1975)
35. Wladimir Aksjonow (1976)
36. Witali Scholobow (1976)
37. Wjatscheslaw Sudow (1976)
38. Waleri Roschdestwenski (1976)
39. Juri Glaskow (1977)
40. Wladimir Kowaljonok (1977)
41. Waleri Rjumin (1977)
42. Wladimir Dschanibekow (1978)
43. Alexander Iwantschenkow (1978)
44. Juri Romanenko (1978)
45. Wladimir Ljachow (1979)
46. Leonid Kisim (1980)
47. Juri Malyschew (1980)
48. Leonid Popow (1980)
49. Gennadi Strekalow (1980)
50. Wiktor Sawinych (1981)
51. Anatoli Beresowoi (1982)
52. Swetlana Sawizkaja (1982)
53. Alexander Serebrow (1982)
54. Alexander Alexandrow (1983)
55. Wladimir Titow (1983)
56. Oleg Atkow (1984)
57. Igor Wolk (1984)
58. Wladimir Solowjow (1984)
59. Wladimir Wasjutin (1985)
60. Alexander Wolkow (1985)
61. Alexander Wiktorenko (1987)
62. Alexander Laweikin (1987)
63. Anatoli Lewtschenko (1987)
64. Mussa Manarow (1988)
65. Anatoli Solowjow (1988)
66. Sergei Krikaljow (1989)
67. Waleri Poljakow (1989)
68. Alexander Balandin (1990)
69. Anatolyj Arzebarskyj (1991)
70. Toqtar Äubäkirow (1991)
71. Wiktor Afanassjew (1991)
72. Gennadi Manakow (1991)